# Assisterad befruktning
Assisterad befruktning, eller assisterad reproduktion, kallas de befruktningsmetoder som utförs delvis utanför kroppen. Dessa metoder kan användas för att hjälpa vid ofrivillig barnlöshet.
Det finns olika typer av assisterad befruktning:
- Insemination
- In vitro-fertilisering (IVF), även kallad provrörsbefruktning
- Hormonbehandling

Framtida eller hypotetiska varianter innefattar kloning, omvandling av kroppsceller till könsceller, användning av artificiell livmoder och manlig graviditet.
Olika länder utgår från olika definitioner av ofrivillig barnslöshet med avseende på assisterad befruktning. Dessa definitioner kan innefatta hetero- och homosexuella par, som inte kan bli gravida på naturlig väg, transgenderpersoner samt ensamstående kvinnor. Lagstiftningen för dessa grupper skiljer sig avsevärt mellan olika länder. Ofrivillig barnlöshet hos heterosexuella par kan bero på äggledarproblem, äggreserv, livmoderproblem, hormonsjukdomar och problem med äggkvalitet hos kvinnan eller på problem med spermiekvalitet eller aspermi hos mannen. Den kan också bero på sexuella problem, såsom problem att genomföra samlag eller asexualitet. Assisterad befruktning kan också förekomma när föräldrar har vissa sjukdomar, exempelvis AIDS eller ärftliga sjukdomar, eller för att välja kön på barnet.
Beroende på personliga förutsättningar kan assisterad befruktning ske genom insemination av partners eller donators spermier, eller med IVF. IVF kan likaså utföras med antingen partners eller donators spermier, eller med donerat ägg, eller med en kombination av både och. Andra varianter innefattar surrogatmoderskap.
Den tekniska möjligheten till assisterad befruktning har ökat avsevärt de sista åren av 1900-talet, varvid flera etiska frågeställningar aktualiserats. I fall med donatorer finns frågeställningar om barns rätt att känna till sitt genetiska ursprung, frågor om donatorernas ålder, frågor om att välja barnets kön, förfoganderätten till oanvända könsceller och befruktade ägg, samt frågor om möjligheten att använda könsceller från avlidna donatorer.